# Antonio Escohotado Espinosa
Antonio Escohotado Espinosa (Madrid, 5 de juliol de 1941 - Eivissa, 21 de novembre de 2021) va ser un filòsof, assagista i professor universitari espanyol, els treballs del qual es varen dirigir principalment als camps del dret, la filosofia i la sociologia. Va obtenir certa notorietat pública a Espanya a causa de la seva posició antiprohibicionista de les drogues.

## Biografia
Nascut a Madrid, va passar els primers deu anys de la seva vida a Rio de Janeiro, al Brasil, on el seu pare va ser agregat de premsa de l'ambaixada espanyola. Després d'aquesta estada a l'estranger, va passar «del tròpic pagà al nacionalcatolicisme dels nostres anys cinquanta».
Ja a Madrid, va iniciar estudis de dret i de filosofia, però va acabar solament la llicenciatura jurídica, i es va doctorar amb una tesi sobre Friedrich Hegel, posteriorment editada amb el títol de La conciencia infeliz. Ensayo sobre la filosofía de la religión de Hegel per a la Revista de Occidente. Aquest va ser el seu segon llibre, després de Marcuse, utopía y razón (1969). El 1970 va abandonar el seu lloc a l'Institut de Crèdit Oficial, on treballava, i va passar a residir a Eivissa, on es va dedicar a l'estudi i la traducció fins al 1983, any en què va ingressar a la presó de Conca per possessió de cocaïna, uns fets que ell sempre va denunciar com un parany muntat per la policia. Va continuar treballant a la presó, on va redactar entre 1989 i 1999 la seva obra magna: Historia general de las drogas.
Després de la seva estada a la presó, es va incorporar a la Universitat Nacional d'Educació a Distància (UNED) on va treballar, des de llavors, com a professor de dret, filosofia, sociologia i filosofia i metodologia de la ciència.

## Trajectòria intel·lectual
A més de l'activitat docent, es va dedicar a la traducció, l'assaig i la recerca. Va traduir al castellà Thomas Hobbes, Isaac Newton i Thomas Jefferson, i va divulgar l'obra de Thomas Szasz i Ernst Jünger.
Com a pensador i assagista, va ocupar-se d'una gran varietat d'àmbits. Com a filòsof, va ser un especialista en Aristòtil, filosofia presocràtica i filosofia de la ciència (Caos y orden, 1999). Va escriure també sobre sociologia del poder polític (Majestades, crímenes y víctimas, 1987) i pensament econòmic (Sesenta semanas en el trópico, 2003).
Políticament va ser un pensador singular en el panorama estatal, i no sempre ben comprès, ja que no s'inscrivia en el tradicional eix esquerra-dreta, sinó que es va centrar en la dicotomia entre llibertat i autoritarisme. Es va definir com un liberal clàssic, hereu per tant de David Hume, Adam Smith, John Stuart Mill i Thomas Jefferson, i va rebutjar l'utopisme i l'autoritarisme des de posicions pragmàtiques i racionalistes. Sovint va col·laborar en publicacions periòdiques, sobretot a El País i El Mundo.
Va morir el 21 de novembre de 2021 a Eivissa, a l'edat de vuitanta anys.

## Obres
- Marcuse, utopía y razón (1968, Alianza Editorial)
- La conciencia infeliz. Ensayo sobre la filosofía de la religión de Hegel (1971, Revista de Occidente)
- De physis a polis (1982, Anagrama)
- Realidad y substancia (1986, Taurus)
- Filosofía y metodología de las ciencias (1987)
- Majestades, crímenes y víctimas (1987, Anagrama)
- Historia general de las drogas (3 volums, 1989, Alianza)
- El espíritu de la comedia (1991, Premi Anagrama d'Assaig)
- Aprendiendo de las drogas: usos y abusos, prejuicios y desafíos (1995, Anagrama; publicat primer amb el títol El libro de los venenos el 1990, i el 1992 com Para una fenomenología de las drogas)
- Rameras y esposas: cuatro mitos sobre el sexo y deber (1993, Anagrama)
- Las drogas: de ayer a mañana (1994, Talasa)
- Historia elemental de las drogas (1996, Anagrama)
- La cuestión del cáñamo: una propuesta constructiva sobre hachís y marihuana (1997, Anagrama)
- Retrato del libertino (1997, Espasa-Calpe)
- Historia general de las drogas (amb l'apèndix «Fenomenología de las drogas», 1999, Espasa-Calpe)
- Caos y orden (1999, Premi Espasa d'assaig)
- Sesenta semanas en el trópico (2003, Anagrama)
- Los enemigos del comercio (2008, Espasa-Calpe)
- Los enemigos del comercio II (2013, Espasa-Calpe)
- Frente al miedo (2015, Página Indómita)
- Los enemigos del comercio III (2017, Espasa-Calpe)
- Mi Ibiza privada (2019, Espasa-Calpe)
- Hitos del sentido (2020, Espasa-Calpe).
- La forja de la gloria (2021, Espasa Libros)